# (11736) Viktorfischl
(11736) Viktorfischl est un astéroïde de la ceinture principale.

## Description
(11736) Viktorfischl est un astéroïde de la ceinture principale. Il fut découvert le 19 août 1998 à l'Observatoire d'Ondřejov par Lenka Šarounová. Il présente une orbite caractérisée par un demi-grand axe de 2,41 UA, une excentricité de 0,15 et une inclinaison de 3,3° par rapport à l'écliptique.

## Compléments